# 海上封鎖

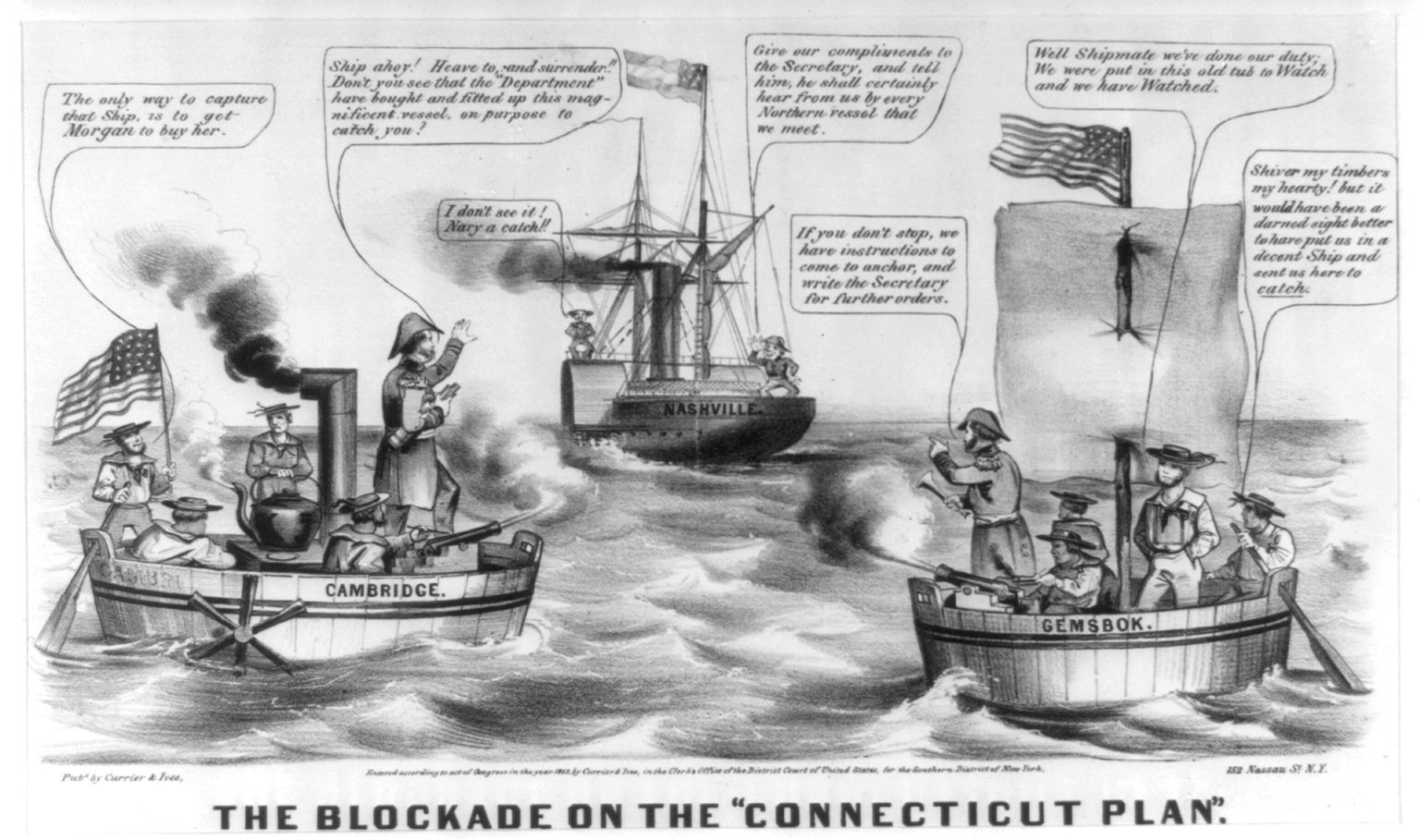
アメリカ合衆国がアメリカ連合国に対してした海上封鎖の風刺画

海上封鎖（かいじょうふうさ）とは、ある国が海軍力を用いて港湾や海岸に船舶が出入することを阻止すること。
海上封鎖は戦時封鎖と平時封鎖に分類されるが、後述のように平時封鎖は国連憲章第2条4項に反し違法とされるに至っている。なお、国際連盟規約第16条1項に定められていた「経済封鎖」は、一般国際法上の平時封鎖や戦時封鎖とは異なる連盟規約上の概念であった。
海上保険の分野では封鎖（blockade）は保険証券の証券語句に使用されており、これらの証券語句は保険契約上の有無責の判断においても意味を持つ。

## 戦時封鎖

### 意義
戦時に行われる海上封鎖を平時封鎖と区別して戦時封鎖という。交戦国が敵地（敵国領土または敵軍の占領する場所）の沿岸に海軍力を配置して封鎖線を設定し、それを越えて出入りする全ての国の船舶の航行を阻止（拿捕）することによって、敵地と外海との交通を遮断する行為をいう。
慣習国際法によって認められ、封鎖開始日や地理的範囲等の告知や軍事力による実効性などが要件とされている。紙上封鎖（paper blockade）は禁止されており、1856年のパリ宣言やそれを踏襲した1909年のロンドン宣言でも実力封鎖の原則を採っている（ただしロンドン宣言は未発効）。
ロンドン宣言の作成にあたり、イギリスは封鎖線の侵破前でも侵破の意図をもって航行する船舶は捕獲できるとする海上封鎖における予防権を諦めるなど大幅に譲歩した。その影響もあり結果的にイギリスはロンドン宣言を批准せず、諸国も批准しなかったためロンドン宣言は未発効となったが、以後も海上封鎖についてロンドン宣言にならう実行や各国でロンドン宣言の規定を採用する例がみられる。
海上保険の分野では封鎖により針路変更や仕向地変更が発生した場合、保険上のdeviationに該当するとされ、英国海上保険法では原則として保険者を免責することとしている。

### 封鎖侵破
船舶が封鎖線を越えて侵破することを封鎖侵破（bleach a blockade）という。中立国の貨物及び船舶は海上封鎖の封鎖侵破があった場合には捕獲の対象となり、当該船舶及びその貨物のうち一定のものは捕獲審検所による審検と検定を経て没収することができる。なお、敵国の貨物及び船舶は中立国の領水外では常に捕獲の対象となる（海上捕獲法を参照）。
海上捕獲法上の「敵船」や「中立船」などの船舶は主として私船を意味する。公船のうち敵軍艦は攻撃対象となるほか、戦利品（booty）として拿捕または押収されることで直ちに没収の効果を生じ、私船及びその貨物のように捕獲審検所による審検と検定を経て没収の効果を生じるわけではない。封鎖侵破は国際法上の違法行為と解されるが、封鎖侵破を行う私船は国際法上の権利義務の主体たり得ないとして国際法上の違法行為ではないとする説もある。
封鎖侵破を行った船の貨物については、常に没収するフランス主義と、貨物の所有者が封鎖侵破の意図を知らなかったか知り得なかったことを証明すれば没収しない英国主義の違いがあった。未発効であるがロンドン宣言21条は英国主義に近い立場をとっている。

### 実施例
- イラン・イラク戦争 - ペルシャ湾海上封鎖[3]
- 湾岸戦争 - 多国籍軍によるイラクに対する禁輸のための海上封鎖[3]

## 平時封鎖
国際法上の復仇の手段として行われるものを平時封鎖という。1827年にイギリス、フランス、ロシアがトルコの支配下にあったギリシャ沿岸で行ったことに端を発するとされる。しかしその後、平時封鎖は国連憲章第2条4項に反し違法とされるに至っている。